# Pugliese-Torpedoverteidigungssystem

Das Pugliese-Unterwasserschutzsystem am Beispiel der Littorio-Klasse. Der große Zylinder, die kleinen Röhren und das konkav geformte Torpedoschott sind gut zu erkennen.

Das Pugliese-Unterwasserschutzsystem war ein passives System zur Verminderung des Schadens durch Torpedos und Seeminen an Schiffen. Es wurde Anfang der 1930er Jahre durch den italienischen Konstrukteur Umberto Pugliese entwickelt und galt gegenüber den in anderen Marinen verwendeten, „konservativen“ Systemen als innovativer Ansatz.
Erstmals versuchsweise angewendet wurde es bei dem 9.700 ts großen Flottentanker Brennero. Verbaut wurde es in den neuen italienischen Schlachtschiffen der Littorio-Klasse, auf den älteren Schiffen der Conte di Cavour- und Caio Duilio-Klassen wurde es im Laufe eines tiefgehenden Umbaus nachgerüstet. Die Sowjetmarine verbaute das System bei den Schiffen der Sowjetski-Sojus-Klasse.
Im praktischen Einsatz erwies sich das System als enttäuschende Fehlkonstruktion.

## Wirkungsweise und Probleme
Das Pugliese-System bestand aus einem großen Zylinder, der mit kleinen wasserdichten Röhren gefüllt war und in der jeweils äußersten Kammer des Schiffsrumpfes angebracht wurde. Wie aus der obigen Zeichnung ersichtlich wird, lag der Zylinder in einer Kammer im Rumpf, die größer war als er selbst.
Der Theorie zufolge würde die von der Explosion eines Torpedos oder eine Seemine erzeugte Druckwelle den großen Zylinder zerstören, was die Explosionsenergie absorbieren würde. Der Großteil der im Zylinder enthaltenen Röhren sollte intakt bleiben und die Überflutung der getroffenen Abteilung begrenzen, da das Wasser nicht in die Röhren eindringen könnte.
In der Praxis jedoch blieb der Zylinder intakt, denn die Druckwelle einer Explosion nahm den Weg des geringsten Widerstands um den Zylinder herum und wurde so mit voller Wucht auf das Schott an der Innenseite der Kammer geleitet. Dieses Schott war jedoch konkav geformt, da es an die Form des Zylinders angepasst sein musste, um diesen in seiner Position zu halten.
Dies ist die ungünstigste Form, um einer Druckwelle standzuhalten, denn wie bei einem falsch herum gebauten Staudamm wird die gesamte Energie auf einen Punkt fokussiert, was zum Bruch des Schotts und Wassereinbruch in die dahinter liegenden Abteilungen führt. Diese Weiterleitung der Wucht einer Unterwasserexplosion machte das gesamte System schlimmer als nur nutzlos.
Während selbst die älteren Schlachtschiffe der anderen Nationen meist wenigstens zwei Torpedotreffer verkraften konnten, gerieten die italienischen Schiffe schon durch einen einzigen Treffer in ernsthafte Gefahr. Da das System nicht ohne einen massiven Umbau zu ersetzen war, mussten die italienischen Schlachtschiffe im gesamten Krieg mit diesem Nachteil ins Gefecht gehen.
Zusätzlich verbrauchte das System ein relativ großes Volumen, das nicht anderweitig verwendet werden konnte. Dies war ein Nachteil gegenüber konventionellen Torpedoverteidigungssystemen, die aus einer Abfolge leerer und mit Flüssigkeit gefüllter hintereinander liegender Abteilungen bestanden und bei denen die mit Flüssigkeit gefüllten Abteilungen als Treibstoffbunker verwendet werden konnten (die Kammern wurden bei Verbrauch des Treibstoffs mit Wasser aufgefüllt).
Zu erkennen war die Nachteiligkeit des Systems beim Vergleich des Schicksals der Conte di Cavour mit der britischen Repulse, ein ebenfalls vor dem Washingtoner Flottenvertrag gebauter Schlachtkreuzer mit einem Unterwasserschutz aus, nach 1920 verstärkten, Torpedowulsten. Während die Conte di Cavour beim britischen Angriff auf Tarent 1940 nach einem Torpedotreffer in flachen Wasser auf Grund sank, sank letztere 1941 bei der Versenkung der Force Z durch japanische Marinebomber erst nach einem Bomben- und 5 Torpedotreffern.